# Cotorreta de Costa Rica
La cotorreta de Costa Rica (Touit costaricensis) és una espècie d'ocell de la família dels psitàcids que habita la selva humida de Costa Rica i oest de Panamà.